# Iwajlo Geraskow
Iwajlo Geraskow (bulgarisch Ивайло Герасков; * 17. Februar 1954 in Warna) ist ein bulgarischer Film- und Theaterschauspieler.
Geraskow absolvierte 1979 seine Schauspielausbildung an der Nationalen Akademie für Theater- und Filmkunst „Krastjo Sarafow“ in Sofia und nahm anschließend ein dreijähriges Engagement an einem kleinen dramatischen Theater an. Danach wechselte er als Darsteller auf eine Sofioter Bühne, wo er schließlich für den Film entdeckt wurde. Mitte der 1980er Jahre wirkte er u. a. im Film Hilferuf und in dem Gegenwartsstreifen Die Beurteilung, die beide in den Lichtspielhäusern der DDR anliefen. In den 2000er Jahren wirkte er auch in diversen internationalen B-Filmen mit, wo er zumeist in der Rolle des Bösewichtes oder Schurken besetzt wurde.

## Filmografie (Auswahl)
- 1987: Hilferuf (Vik za pomosht)
- 1987: Die Beurteilung (Harakteristika)
- 2002: Commando Deep Sea (Frogmen Operation Stormbringer)
- 2003: In Hell – Rage Unleashed (In Hell)
- 2005: The Mechanik (The Russian Specialist)
- 2009: Command Performance